# Ван Бінг (кінорежисер)
Ван Бінг (кит.: 王兵; нар. 1967) - китайський режисер, якого часто називають одним із найвидатніших діячів документального кіно. Ван є засновником власної компанії Wang Bing Studios, яка виробляє більшість своїх фільмів[уточнити (коментар не вказано)]. Його фільми Chinese labour camps та The Ditch номінувалися 2010 року на Венеціанському кінофестивалі як фільм-сюрприз.

## Визнання
Ванговий дев'ятигодинний документальний фільм про індустріальний Китай Tie Xi Qu отримав Гран-Прі на Марсельському кінофестивалі документальних фільмів і був показаний в Іспанії на Punto de Vista International Documentary Film Festival. Інший Ванговий фільм, Fengming, a Chinese Memoir, представлений у Каннах і Торонто 2007 року.

## Фільмографія
| Рік  | Англійська назва           | Китайська назва      | Примітки |
| ---- | -------------------------- | -------------------- | --- |
| 2003 | West of the Tracks         | 铁西区 (Tie Xi Qu)   | Grand Prix на Marseille Festival of Documentary Film                                                         |
| 2007 | Fengming, a Chinese Memoir | 和凤鸣 (He Fengming) | Grand Prize на Yamagata International Documentary Film Festival                                              |
| 2007 | Brutality Factory          | 暴力工厂             | The State of the World                                                                                       |
| 2008 | Crude Oil                  | 采油日记 / 原油      | Прем'єра на International Film Festival Rotterdam 2008 року                                                  |
| 2009 | Coal Money                 | 煤炭，钱 (Tong dao)  | |
| 2010 | Man with No Name           | 无名者 (Wu ming zhe) | |
| 2010 | The Ditch                  | 夹边沟 (Jiabiangou)  | Прем'єра на 67th Venice International Film Festival                                                          |
| 2012 | Three Sisters              | 三姊妹 (San Zimei)   | Прем'єра на 69th Venice International Film Festival Regard d'or на 27th Fribourg International Film Festival |
| 2013 | Til Madness Do Us Part     | 瘋愛 (Feng ai)       | Прем'єра на 70th Venice International Film Festival                                                          |
| 2014 | Father and Sons            | Fu Yu Zi             | Grande Prémio Cidade de Lisboa на Doclisboa 2014 року                                                        |
| 2014 | Traces                     | Yizhi                | |
| 2016 | Ta'ang                     |                      | Прем'єра на Berlinale 2016                                                                                   |
| 2016 | Bitter Money               | Ku Qian              | Прем'єра на 73rd Venice International Film Festival                                                          |
| 2017 | Mrs. Fang                  | Fang Xiu Ying        | Золотий леопард на 70th Locarno Festival                                                                     |
| 2017 | 15 Hours                   |                      | Прем'єра на documenta 14                                                                                     |